# Chavelot
Chavelot je francouzská obec v departementu Vosges, v regionu Grand Est.

## Geografie
Obec leží mezi Golbey a Thaon-les-Vosges na levém břehu řeky Mosely asi 11 kilometrů od Épinalu.

## Památky
- kostel Saint-Èvre

## Vývoj počtu obyvatel
Počet obyvatel